# Mischocyttarus pallidipectus
Mischocyttarus pallidipectus är en getingart som först beskrevs av Smith 1857.  Mischocyttarus pallidipectus ingår i släktet Mischocyttarus och familjen getingar. Inga underarter finns listade i Catalogue of Life.